# Radio 355
Radio 355 was een zeezender die uitzond vanaf het schip Laissez Faire op de middengolf op 845 kHz, 355 m. Het was sinds maart 1967 de nieuwe naam van Britain Radio, nadat deze in verband met reparaties aan de zendmast enige tijd uit de lucht was geweest.  De uitzendingen stopten definitief op 6 augustus van dat jaar, omdat op 15 augustus in Groot-Brittannië de anti-piratenwet van kracht werd. 